# Charles Grodin
Charles Grodin (Pittsburgh, Pennsylvania, 1935. április 21. – Wilton, Connecticut, 2021. május 18.) amerikai színész és Primetime Emmy-díjas forgatókönyvíró.

## Életrajza
Orthodox zsidó családban született a Pennsyvania állambeli Pittsburghben, Theodore Grodin és Lena Singer gyermekeként. A Miami University-n tanult, azonban tanulmányait félbeszakította, hogy a színészettel foglalkozhasson. Az 1960-as években tévésorozatokban tűnt fel. Jelentősebb hírnévre az 1972-es The Heartbreak Kid című filmben játszott címszerepével tett szert, alakításáért a Golden Globe-díjat is megkapta. 1995 és 1998 között saját talk show-t vezetett The Charles Grodin Show címmel.
Csontvelőrákban hunyt el saját otthonában, Wiltonban, 2021. május 18-án.

## Filmjei
| Év   | Magyar cím                   | Eredeti cím                    | Szerep                       | Magyar hang            | Rendező             |
| ---- | ---------------------------- | ------------------------------ | ---------------------------- | ---------------------- | ------------------- |
| 1954 | Némó kapitány                | 20,000 Leagues Under the Sea   | dobos fiú                    |                        | Richard Fleischer   |
| 1964 |                              | Sex and the College Girl       | Bob                          |                        | Joseph Adler        |
| 1968 | Rosemary gyermeke            | Rosemary's Baby                | Dr. C.C. Hill                | Csuja Imre             | Roman Polański      |
| 1968 | Rosemary gyermeke            | Rosemary's Baby                | Dr. C.C. Hill                | Varga Gábor            | Roman Polański      |
| 1970 | A 22-es csapdája             | Catch-22                       | Aarfy Aardvark kapitány      | Konrád Antal           | Mike Nichols        |
| 1970 | A 22-es csapdája             | Catch-22                       | Aarfy Aardvark kapitány      | Csuja Imre             | Mike Nichols        |
| 1972 |                              | The Heartbreak Kid             | Lenny Cantrow                |                        | Elaine May          |
| 1974 |                              | 11 Harrowhouse                 | Howard R. Chesser            |                        | Aram Avakian        |
| 1976 | King Kong                    | King Kong                      | Fred Wilson                  | Papp János             | John Guillermin     |
| 1976 | King Kong                    | King Kong                      | Fred Wilson                  | Rosta Sándor           | John Guillermin     |
| 1977 | New York foglyai             | Thieves                        | Martin Cramer                |                        | John Berry          |
| 1978 | Ép testben épp, hogy élek    | Heaven Can Wait                | Tony Abbott                  | Józsa Imre             | Warren Beatty       |
| 1978 | Ép testben épp, hogy élek    | Heaven Can Wait                | Tony Abbott                  | Józsa Imre             | Buck Henry          |
| 1979 | Ilyen az élet?!              | Real Life                      | Warren Yeager                | Tarján Péter           | Albert Brooks       |
| 1979 | Leégve                       | Sunburn                        | Jake Dekker                  | Tarján Péter           | Richard C. Sarafian |
| 1980 | Rajtam a sor                 | It's My Turn                   | Homer                        | Csankó Zoltán          | Claudia Weill       |
| 1980 | Hárman a slamasztikában      | Seems Like Old Times           | Ira J. Parks kerületi ügyész | Lukács Sándor          | Jay Sandrich        |
| 1980 | Hárman a slamasztikában      | Seems Like Old Times           | Ira J. Parks kerületi ügyész | Bozsó Péter            | Jay Sandrich        |
| 1981 | Csökke-nő                    | The Incredible Shrinking Woman | Vance Kramer                 | Vass Gábor             | Joel Schumacher     |
| 1981 | Nagy Muppet rajcsúrozás      | The Great Muppet Caper         | Nicky Holiday                |                        | Jim Henson          |
| 1984 | Lapátra tett férjek          | The Lonely Guy                 | Warren Evans                 | Koroknay Géza          | Arthur Hiller       |
| 1984 | A piros ruhás nő             | The Woman in Red               | Buddy                        | Sinkovits-Vitay András | Gene Wilder         |
| 1984 | A piros ruhás nő             | The Woman in Red               | Buddy                        | Kerekes József         | Gene Wilder         |
| 1984 | A piros ruhás nő             | The Woman in Red               | Buddy                        | Tarján Péter           | Gene Wilder         |
| 1985 | Akiktől forog a világ        | Movers & Shakers               | Herb Derman                  | Szakácsi Sándor        | William Asher       |
| 1985 | Akiktől forog a világ        | Movers & Shakers               | Herb Derman                  | Kerekes József         | William Asher       |
| 1986 |                              | Last Resort                    | George Lollar                |                        | Zane Buzby          |
| 1987 | Ishtar                       | Ishtar                         | Jim Harrison                 | Konrád Antal           | Elaine May (2)      |
| 1987 | Ishtar                       | Ishtar                         | Jim Harrison                 | Rosta Sándor           | Elaine May (2)      |
| 1988 | Ideggyogyó                   | The Couch Trip                 | George Maitlin               | Helyey László          | Michael Ritchie     |
| 1988 | Ideggyogyó                   | The Couch Trip                 | George Maitlin               | Németh Gábor           | Michael Ritchie     |
| 1988 | Ideggyogyó                   | The Couch Trip                 | George Maitlin               | Tarján Péter           | Michael Ritchie     |
| 1988 | A szerelem megvár            | You Can't Hurry Love           | Mr. Glerman                  | Papp János             | Richard Martini     |
| 1988 | Éjszakai rohanás             | Midnight Run                   | Jonathan Mardukas            | Koroknay Géza          | Martin Brest        |
| 1990 | Filofax, avagy a sors könyve | Taking Care of Business        | Spencer Barnes               | Orosz István           | Arthur Hiller (2)   |
| 1992 | Beethoven                    | Beethoven                      | George Newton                | Helyey László          | Brian Levant        |
| 1993 | Dave                         | Dave                           | Murray Blum                  | Balázsi Gyula          | Ivan Reitman        |
| 1993 | Elbaltázott nászéjszaka      | So I Married an Axe Murderer   | sofőr                        | Végh Ferenc            | Thomas Schlamme     |
| 1993 | Lelkük rajta                 | Heart and Souls                | Harrison Winslow             | Konrád Antal           | Ron Underwood       |
| 1993 | Beethoven 2.                 | Beethoven's 2nd                | George Newton                | Helyey László          | Rod Daniel          |
| 1994 | Clifford                     | Clifford                       | Martin Daniels               | Csankó Zoltán          | Paul Flaherty       |
| 1994 | Családba nem üt a ménkű      | My Summer Story                | Bob Parker                   | Konrád Antal           | Bob Clark           |
| 2006 | Csapd le Chipet!             | The Ex                         | Bob Kowalski                 | Vass Gábor             | Jesse Peretz        |
| 2014 | Az utolsó felvonás           | The Humbling                   | Jerry                        | Ujréti László          | Barry Levinson      |
| 2014 | A 40 az új 20                | While We're Young              | Leslie Breitbart             | Konrád Antal           | Noah Baumbach       |
| 2016 | A komédia császára           | The Comedian                   | Dick D'Angelo                | Csankó Zoltán          | Taylor Hackford     |
| 2017 |                              | An Imperfect Murder            | Arthur                       |                        | James Toback        |